# 阮氏碧垂
阮氏碧垂（1994年5月1日—），越南女子足球运动员，司职边锋，目前效力于太原T&T女子足球俱乐部和越南国家女子足球队。她曾代表越南参加2023年国际足联女子世界杯。